# Grauballemanden
Grauballemanden er et dansk moselig og formentlig det bedst bevarede i verden.

## Fundet
Grauballemanden blev fundet i en mose ved Nebel to kilometer syd for Grauballe ved Silkeborg under tørvegravning sidst i april 1952.
Han lå kun ca. en meter under overfladen og blev fundet, da tørvegraver Tage Busk Sørensen ramte hans ene skulderblad med spaden. Tørvegraveren kunne mærke, at det ikke blot var en trærod, han havde ramt, og undersøgte sagen nærmere. Frem fra tørven dukkede et moselig, der var fantastisk velbevaret. Tørvegraverne kontaktede læge Ulrik Balslev i Aidt, der igen kontaktede Forhistorisk Museum i Århus, hvorefter museets leder, professor P.V. Glob, rykkede ud. Det blev ham, der kom til at forestå udgravningen og det første arbejde med Grauballemanden, som moseliget blev døbt.

## Tilstand og alder
Han lå på maven i mosen, med højre ben bøjet og højre arm vredet tilbage. Han var noget deform, da trykket fra jordlagene havde mast ham lidt. Der var hverken spor efter beklædning, smykker eller andre ejendele. Det kunne konstateres, at det nøgne lig var af en mand på ca. 30 år og 175 cm høj. Manden var henrettet med et snit gennem halsen fra øre til øre. Endvidere havde han læsioner på kraniet og det ene skinneben.
Ifølge den på det tidspunkt nyligt opfundne kulstof 14-datering blev han bestemt til at være fra 210-410 e.Kr., hvilket placerede ham i jernalderen, nærmere bestemt yngre romersk jernalder. I 1978 blev der foretaget en ny datering, der gav resultatet 52 f.Kr. +/- 55 år, altså førromersk jernalder eller de allerførste år af ældre romersk jernalder. De to noget forskellige dateringer var foretaget på muskelvæv, mens man i 1996 foretog en kulstof 14-datering ved hjælp af accelerator-massespektrometri (AMS) på en prøve af Grauballemandens hovedhår. Her blev resultatet (+/- en standardafvigelse) en datering til 375-255 f.Kr., hvilket vil sige førromersk jernalder . Han dateres derfor i dag officielt til ca. 290 f.Kr. 
Grauballemanden er så velbevaret, at hår, negle og skægstubbe er bevaret. Selv hans fingeraftryk kunne registreres og var lige så fine og tydelige som på en levende. Håret er kraftigt og rødblondt, men farven er fremkommet ved kemiske reaktioner under det lange ophold i mosen. Den oprindelige hårfarve er svær at fastslå, men der gættes på mørkeblond eller mørk.
Årsagen til at liget er så velbevaret, er de særlige kemiske processer i en tørvemose, der bevarer organisk materiale gennem en garvningsproces. Da Grauballemanden blev gravet op, var han næsten færdiggarvet. Han blev udstillet for offentligheden i en uge, hvor der blev holdt nøje øje med hans tilstand, mens 20.000 besøgende betragtede liget . En yderligere behandling af konservator Lange-Kornbak med egebarkudtræk konserverede ham færdig i løbet af 18 måneder. Nu ligger han på Moesgård Museum ved Århus. Han har fået sit eget lille rum på museet med en indledende udstilling om ofringer i tørvemoser bl.a. om fundet af offerbrønden i Smederup mose i 1942.

## Seneste undersøgelse
I 2001 blev Grauballemanden sendt til en tredages undersøgelse på Århus Kommunehospital og Skejby Sygehus. Undersøgelserne omfattede bl.a. CT-scanning, MR-scanning, DNA-test, kikkertundersøgelse og en 3D-model blev opbygget. Ud fra disse oplysninger blev der lavet en rekonstruktion af hans hoved. Undersøgelserne var så grundige, at man har kunnet fastslå mange nye detaljer om ham. Fx fik han klippet håret regelmæssigt, da hårspidserne var jævnt afskåret. Han havde barberet sig, ca. 3 uger inden han blev dræbt, hans sidste måltid bestod af flere forskellige kornarter, bl.a. byg, emmerhvede og havre, samt frø fra over 60 forskellige andre urter og græsser. Der var ingen spor af friske bær eller urter, hvorfor han formentlig er død om vinteren. Dette forklarer yderligere den velbevarede tilstand, da han er sænket ned i iskoldt vand. Han havde begyndende leddegigt og tandrodsbetændelse, men var ellers en rask yngre mand på 34 år. Læsionen i kraniet er tilføjet efter hans død, og den er enten forårsaget af de mange års tryk fra mosen eller fremkommet ved færdsel på mosen under tørvegravning. Skinnebenslæsionen har han derimod pådraget sig i levende live. Hans hænders finhed, som man tidligere tolkede som undgåelse af fysisk arbejde, skyldtes mosens påvirkning.
Som ved andre moselig, der er kommet voldeligt af dage, er forskerne uenige, om han blev dræbt som straf eller som ofring.
Grauballemanden findes på Moesgaard Museum.

## Røde Kristian
Kort efter fundet af Grauballemanden fremkom en ældre gårdsmandskone fra egnen omkring Grauballe med den teori, at liget kunne være af "Røde Kristian", en lokal drukkenbolt, der var forsvundet i 1887 eller 1888. Gårdmandskonen havde kendt Røde Kristian og mente at genkende ham, da hun så liget. Sagen blev omtalt i flere aviser, og en vis skepsis blev ytret vedrørende professor Globs foreløbige datering af liget. Kulstof 14-dateringen trak ud, da Nationalmuseets laboratorium for kulstof 14-dateringer var under ombygning, men da resultatet forelå, forsvandt teorien om Røde Kristian også.